# سبزهای استونی
سبزهای استونی (استونیایی: Erakond Eestimaa Rohelised) یک حزب سبز در استونی است که در سال ۲۰۰۶ تأسیس شده‌است.